# Rozalinda (księżyc)
Rozalinda (Uran XIII) – księżyc Urana. Został odkryty 13 stycznia 1986 roku na zdjęciach przesłanych przez sondę Voyager 2. Nie wiadomo o nim praktycznie nic, oprócz parametrów orbity i rozmiaru.
Nazwa pochodzi od imienia córki wygnanego Księcia ze sztuki Jak wam się podoba Williama Shakespeare’a.